# Caicun, Anhui
Caicun är en köping i östra Kina. Den ligger i Jing härad i staden Xuancheng i provinsen Anhui, omkring 180 kilometer sydost om provinshuvudstaden Hefei. Antalet invånare är 14 594. Befolkningen består av 7 089 kvinnor och 7 505 män. Barn under 15 år utgör 12,0 %, vuxna 15-64 år 72 %, och äldre över 65 år 14,0 %.